# Sägmühle (Weiding)
Sägmühle ist ein Ortsteil der Gemeinde Weiding im Oberpfälzer Landkreis Schwandorf in Bayern.

## Geografische Lage
Die drei Gebäude (zwei Wohnhäuser und eine Kapelle) der Einöde Sägmühle liegen im Tal des Hüttenbachs südlich von Stadlern. Die Sägmühle ist, von Stadlern aus gezählt, die vierte Mühle im Hüttenbach Tal (darüber: Stadlermühle, Tabakmühle, Cäcilienmühle (Ruine)). Weiding liegt rund 2,5 Straßen-Kilometer westlich.

## Geschichte

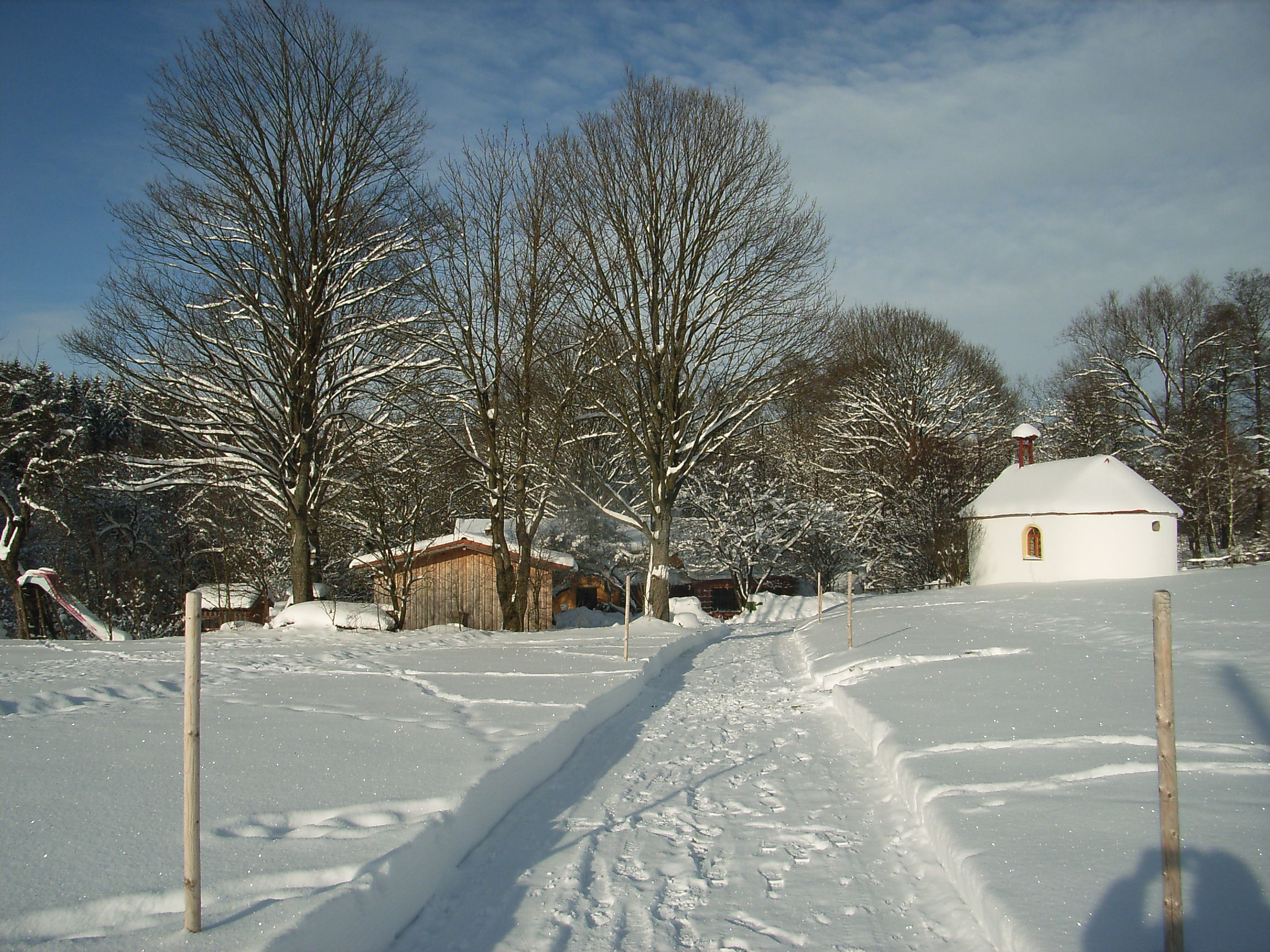
Sägmühlkapelle

Die Sägmühle wird 1807 mit 12 Einwohnern schriftlich erwähnt.
Zum Stichtag 23. März 1913 (Osterfest) wurde die Sägmühle als Teil der Pfarrei Weiding mit 2 Häusern und 15 Einwohnern aufgeführt.
Am 31. Dezember 1990 hatte die Sägmühle 4 Einwohner und gehörte zur Pfarrei Weiding.

## Sehenswürdigkeiten
- Feldkapelle aus dem 18. Jahrhundert